# سحر دلیجانی
سحر دلیجانی (زادهٔ ۱۹۸۳) یک رمان‌نویس اهل ایران مقیم ایالات متحده آمریکا است. نخستین رمان او، بچه‌های درخت جاکارندا (Children of the Jacaranda Tree)، در بیش از ۷۵ کشور منتشر، و به ٣٠ زبان ترجمه شده‌است.